# 快利步槍
快利步槍是1891年大清帝國的江南机器制造总局在仔細研究了來自欧美各国包括奧匈帝国、英國和德國等國的最新型步槍後，開始研制的國產步槍。1892年，江南机器制造总局和北洋機械局成功生产出樣槍。

## 設計及歷史

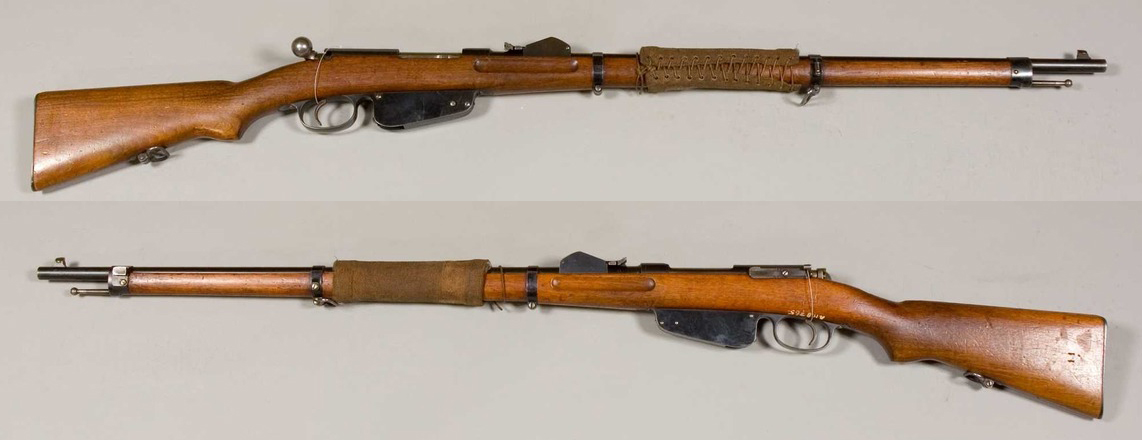
此圖乃是快利步槍當初最早的原型，曼利夏 M1888式步槍

1890年，兩江總督李鴻章因见江南製造局所造槍支均是舊式，仿造英國南夏槍亦不適用，乃“飭令專就曼利夏、新毛瑟兩式講求仿造。”，同年，江南制造局在購得各國樣槍後，先後仿造奧地利曼利夏和英國新利洋槍。1891年，又仔細研究曼利夏、新利和南夏三種槍的優缺點，取各槍之長，設計出快利步槍，制出樣槍六支。1892年，送天津軍械局進行試驗，考察結果“與德國新毛瑟相等，其速率、線路更駕於曼利夏之上。”當年正式投入生產，更換黎意（Lee Enfield）步槍。
在當時快利步槍是參考奧匈帝國的曼利夏步槍和英國的新利步槍（李·梅德特步槍）、南夏步槍所設計而成的，它分別擁有了這三把步槍的特點，像是保險、刺刀的部分都是以曼利夏M1888步槍為參考設計，而槍機和槍管則是參考新利步槍，彈夾則是參考南夏步槍。快利步槍的彈倉為固定垂直供彈彈倉，槍機則是為直拉式槍機，彈倉容量五發，彈藥口徑.303 British (7.7×56mmR)。
但是，快利步槍鋼材不好，有的炸膛，有的槍管發軟。而國內沒有壓藥的機械，還是使用球藥，所以國產彈初速很低。造成新快槍威力不足，百丈外不能打穿牛皮。导致在庚子事变后造成无兵敢用新快利，于是北洋各军开始大批进口曼利夏步枪、Gewehr 88步枪和三十年式步枪。江南制造局后来开始转产汉阳厂的漢陽八八式步槍。

## 外部連結
- 火器堂 （页面存档备份，存于） - 江南製造局 （页面存档备份，存于）